# Armoriale dei comuni della provincia di Alessandria
Questa pagina contiene le armi (stemmi e blasonature) dei comuni della provincia di Alessandria.

Stemma della Provincia di Alessandria

## A - L
| Stemma                               | Comune e blasonatura | Gonfalone e/o bandiera |
| ------------------------------------ | --- | ---------------------- |
|                                      | Acqui Terme Scudo crociato diviso in due campi, sormontato da corona comitale. Il campo superiore in color argento recante croce patente rossa, quello inferiore color oro con raffigurata un'aquila nera con una lepre tra gli artigli. Lo scudo è cinto da foglie di alloro e di grano con nastro azzurro con su scritto: Arte et Marte. D.C.G. del 30 maggio 1940 |                        |
|                                      | Albera Ligure Semitroncato partito: nel primo, di rosso, alle lettere maiuscole A e L, d'oro; nel secondo, di azzurro, alle due stelle di otto raggi, ordinate in palo, d'oro; nel terzo, d'oro, alla torre di rosso, mattonata di nero, chiusa e finestrata di due dello stesso, merlata alla guelfa di cinque, fondata sulla pianura di verde. Ornamenti esteriori da Comune. D.P.R. dell'8 gennaio 1997 Gonfalone: drappo partito di giallo e di azzurro… |                        |
|                                      | Alessandria D'argento, alla croce di rosso. Corona di città. Sostegni: due grifoni al naturale controrampanti, con le teste rivolte e le ali spiegate. Motto: Deprimit elatos levat Alexandria stratos. D.C.G. del 6 marzo 1941 Gonfalone: drappo di bianco, alla croce di rosso, con la bordura del campo, delimitata da un filetto di rosso, caricata della scritta in caratteri romani dello stesso, Deprimit elatos levat Alexandria stratos. Le parti di metallo e i cordoni saranno dorati. L'asta verticale sarà ricoperta di velluto rosso con bullette dorate poste a spirale. Nella freccia sarà rappresentato lo stemma della Città e sul gambo inciso il nome. Cravatta e nastri tricolorati dai colori nazionali frangiati d'oro. D.C.G. del 6 marzo 1941 |                        |
|                                      | Alfiano Natta Palato d'argento (3) e di rosso (2); i pali laterali d'argento caricati nell'estremità superiore rispettivamente dalle lettere N e A e nelle estremità inferiori dalle lettere T e A. Il palo di mezzo nel centro caricato dalla lettera T. D.C.G. del 7 aprile 1937 Gonfalone: drappo di rosso… |                        |
|                                      | Alice Bel Colle Gonfalone: drappo di bianco bordato d'azzurro… |                        |
|                                      | Alluvioni Piovera |                        |
| de iure de facto                     | Altavilla Monferrato D'argento, alla cornice quadrilobata confinante piena d'oro, a quattro pali di rosso, alla fascia pure d'argento, attraversante sul tutto. |                        |
|                                      | Alzano Scrivia Gonfalone: drappo troncato di verde e di giallo… |                        |
|                                      | Arquata Scrivia Troncato: al primo d'argento al mastio di rosso, merlato e torricellato di un pezzo, finestrato di due e aperto, di nero; nel secondo di rosso, a tre archi d'acquedotto romano sostenuti da due piloni, il tutto d'oro, murato di nero. R.D. del 19 gennaio 1939, RR.LL.PP. del 12 luglio 1940, registrato alla Corte dei conti il 4 dicembre 1939, Reg. 18, Foglio 145 Gonfalone: drappo di colore rosso alla bordura formata di pezze di colore rosso e bianco, alternate. Il drappo caricato nel centro dello stemma comunale: Nel retro il drappo sarà di bianco con la stessa bordura, caricata di quattro fiammelle di rosso, accompagnate, rispettivamente dai nomi ricamati in oro di S. Giacomo maggiore, S. Andrea, S. Bartolomeo e S. Eusebio. Le parti di metallo saranno argentate. L'asta verticale sarà ricoperta di velluto rosso e bianco con bullette argentate poste a spirale. Cravatta e nastri tricolorati dai colori nazionali frangiati d'argento. R.D. del 19 gennaio 1939, registrato alla Corte dei conti il 4 dicembre 1939, Reg. 18, Foglio 145 e RR.LL.PP. del 12 luglio 1940 |                        |
|                                      | Avolasca Di azzurro, al sole d'oro, caricato dall'aquila di nero, coronata dello stesso, allumata e linguata di rosso. Ornamenti esteriori da Comune. Gonfalone: drappo di giallo con la bordatura di azzurro |                        |
|                                      | Balzola R.D. del 21 gennaio 1929 |                        |
|                                      | Basaluzzo D.C.G. del 14 luglio 1937 |                        |
|                                      | Bassignana Troncato in scaglione rovesciato: nel 1º d'azzurro, ad un castello merlato e torricellato di uno a destra, d'oro; nel 2º di rosso, caricato di una spiga di grano e d'un grappolo d'uva posti in capriolo rovesciati, il tutto d'oro; allo scaglione rovesciato d'argento attraversante sulla partizione. Gonfalone: drappo di azzurro… Concessione di stemma e gonfalone con R.D. del 2 marzo 1931, RR.LL.PP. del 28 gennaio 1932 |                        |
|                                      | Belforte Monferrato D'argento, a due fasce diminuite, ondate d'azzurro, con il grappolo d'uva di porpora, fogliato di verde, attraversante sul tutto. DPR del 4 ottobre 1955 |                        |
|                                      | Bergamasco D.P.R. dell'11 marzo 1991 Gonfalone: drappo di bianco… |                        |
|                                      | Berzano di Tortona Troncato semipartito: il PRIMO, bandato di nero e d'oro; il SECONDO, d'oro, al grappolo d'uva, di porpora, pampinoso di due, di verde; il TERZO, di rosso, alla rosa di argento, posta in palo, gambuta e fogliata di quattro, dello stesso. Ornamenti esteriori da Comune. D.P.R. del 26 giugno 2006 Gonfalone: drappo di bianco con la bordatura di rosso… D.P.R. del 26 giugno 2006 |                        |
|                                      | Bistagno D'argento, alla banda d'azzurro, caricata di un castello torricellato di un pezzo, di rosso, aperto e finestrato. Ornamenti esteriori da Comune. D.P.R. del 23 febbraio 1952, registrato alla Corte dei Conti il 20 maggio 1952, Reg. 63, foglio 93. Gonfalone: drappo di colore azzurro riccamente ornato di ricami d'argento e caricato al centro dello stemma civico. Le parti di metallo ed i cordoni saranno argentati. L'asta verticale sarà ricoperta di velluto azzurro con bullette argentate poste a spirale. Cravatta e nastri tricolorati dei colori nazionali frangiati d'argento. D.P.R. del 23 febbraio 1952, registrato alla Corte dei Conti il 20 maggio 1952, Reg. 63, foglio 93. |                        |
|                                      | Borghetto di Borbera Lo stemma è composto da un castello d'oro formato da tre torri, riunite da cortine di muro. La torre centrale, più alta e più larga, ha tre finestre di nero ed è ornata con sei merli alla guelfa. Le due torri laterali hanno una finestra e sono ornate con quattro merli alla guelfa. Il castello è fondato sulla campagna verde con sfondo azzurro. Gonfalone: drappo partito di giallo e di verde e caricato dello stemma, con l'iscrizione centrata in argento recante la denominazione "Comune di Borghetto di Borbera". |                        |
|                                      | Borgo San Martino Gonfalone: drappo di azzurro… |                        |
|                                      | Borgoratto Alessandrino |                        |
|                                      | Bosco Marengo |                        |
|                                      | Bosio D.P.C.M. del 16 aprile 1957 |                        |
|                                      | Bozzole Inquartato: nel 1º d'argento, al pioppo nodrito su terrazzo erboso, il tutto al naturale; nel 2º e 3º di rosso, al palo d'oro; nel 4º d'argento, alla pianta di grano fruttata e nodrita su terrazzo, il tutto al naturale. R.D. del 2 maggio 1931, RR.LL.PP. del 28 gennaio 1932 |                        |
|                                      | Brignano-Frascata |                        |
|                                      | Cabella Ligure Di rosso alla banda d'argento. Sul tutto un castello del secondo fondato su una campagna erbosa. Gonfalone: drappo di verde… |                        |
|                                      | Camagna Monferrato D.P.R. del 13 febbraio 1957 Gonfalone: D.P.R. del 29 ottobre 1971 |                        |
|                                      | Camino Interzato in fascia: la prima di rosso pieno; la seconda d'argento pieno; la terza di rosso, a quattro pali d'oro. Gonfalone: Drappo di rosso… D.P.R. del 10 gennaio 1984 |                        |
|                                      | Cantalupo Ligure Gonfalone: drappo di azzurro… |                        |
|                                      | Capriata d'Orba D'azzurro, al molino al vento, di rosso, murato di nero, sopra una terrazza, al naturale. D.C.G. del 6 novembre 1928 |                        |
|                                      | Carbonara Scrivia |                        |
|                                      | Carentino Gonfalone: drappo partito d'azzurro e di giallo |                        |
|                                      | Carezzano |                        |
|                                      | Carpeneto D.P.C.M. del 30 aprile 1982 |                        |
|                                      | Carrega Ligure D'azzurro, al castello d'oro, torricellato di uno, aperto di nero e finestrato di due dello stesso; al capo partito: il primo d'argento, alla croce di rosso; il secondo di rosso, alla croce d'argento. Ornamenti esteriori da Comune. |                        |
|                                      | Carrosio D'azzurro, con coppia di spade d'argento, incrociate, e fonte a due zampilli al cantone sinistro del capo, sormontato da corona di Comune e circondato da rami di quercia e di alloro decussati in punta. D.P.R. del 12 febbraio 1962 |                        |
|                                      | Cartosio D.P.C.M. del 17 maggio 1983 Gonfalone: drappo troncato di verde e di giallo… |                        |
|                                      | Casal Cermelli Di rosso, a 14 losanghe d'argento, accollate, poste in gemella (7,7); al capo d'oro, all'aquila coronata all'antica di nero, beccata del campo e linguata di rosso. Gonfalone: Il gonfalone è costituito da un drappo di bianco ricadente ornato di ricami d'argento, recante la denominazione del Comune. Le parti di metallo ed i cordoni saranno argentati. L'asta verticale sarà ricoperta di velluto bianco con bullette argentate poste a spirale. Nella faccia sarà rappresentato lo stemma del comune e sul gambo inciso il nome, cravatta con nastri tricolorati dai colori nazionali frangiati d'argento. |                        |
|                                      | Casale Monferrato Inquartato: nel 1º e 4º di rosso, alla croce d'oro, accantonata da quattro Β (beta) all'antica, affrontati, pure d'oro; nel 2º e 3º d'argento, al capo di rosso; sul tutto una rotella d'azzurro raggiata d'oro, al monogramma di Cristo: I. H. S. d'argento. Corona marchionale. D.C.G. del 17 dicembre 1936 Gonfalone: drappo di rosso… R.D. del 10 maggio 1937, RR.LL.PP. del 3 febbraio 1938 |                        |
|                                      | Casaleggio Boiro Gonfalone: drappo partito di giallo e di azzurro… |                        |
|                                      | Casalnoceto |                        |
|                                      | Casasco Gonfalone: drappo di giallo… |                        |
| Stemma dal 2021                      | Cassano Spinola D'azzurro, alla sbarra d'argento, caricata di due stelle di cinque raggi del primo, accostata in capo dallo spino d'oro, posto in palo, e in punta, dalla torre d'oro, murata di nero, merlata, aperta del campo. Ornamenti esteriori da Comune. D.P.R. del 1º dicembre 2021 Di azzurro, al castello di argento, torricellato di un pezzo centrale, merlato alla guelfa, aperto e finestrato del campo e accostato, nel canton destro del capo, da un ramo di spino al naturale, posto in palo. Ornamenti esteriori da Comune. D.P.R. del 20 aprile 1959 Gonfalone: drappo partito di bianco e di azzurro… | Gonfalone dal 2021     |
|                                      | Cassine Troncato nel primo d'oro alla figura di Sant'Urbano al naturale armato alla romana tenente con la destra una croce astile di nero e con la sinistra una palma di verde; nel secondo d'azzurro a tre cascine d'argento, coperte di rosso, chiuse e finestrate di nero, poste 2, 1. R.D. del 12 febbraio 1930, RR.LL.PP. del 18 gennaio 1932 Gonfalone: drappo di azzurro… R.D. del 22 febbraio 1934, RR.LL.PP. del 4 febbraio 1935 |                        |
|                                      | Cassinelle Partito semitroncato: il PRIMO, di azzurro, alla torre di rosso, mattonata di nero, merlata alla guelfa di quattro, finestrata di due, in fascia, di nero, chiusa dello stesso, fondata sulla pianura di verde; il SECONDO, d'oro, alla fascia scaccata di tre tiri e di trenta pezzi, d'argento e di rosso, sormontata dalla spina di botte, di rosso; il TERZO, ai cinque punti d'oro equipollenti a quattro di azzurro. Ornamenti esteriori da Comune. D.P.R. del 12 gennaio 2007 Gonfalone: drappo di bianco con la bordatura di azzurro… |                        |
|                                      | Castellania |                        |
|                                      | Castellar Guidobono Gonfalone DPR del 4 luglio 1956 |                        |
|                                      | Castellazzo Bormida D.C.G. del 4 dicembre 1932 Gonfalone: drappo di rosso… D.P.R. n. 1998 dell'11 giugno 1980 |                        |
|                                      | Castelletto d'Erro Di rosso alla croce d'argento. |                        |
|                                      | Castelletto d'Orba D.P.R. del 22 luglio 1991 Gonfalone: D.P.R. del 22 luglio 1991 |                        |
|                                      | Castelletto Merli D'argento a tre alabarde rovesciate di rosso che reggono tre merli di nero col profilo volto a destra. Al capo d'argento con l'aquila di nero D.P.R. del 5 giugno 1995 |                        |
| Stemma precedentemente in uso        | Castelletto Monferrato Gonfalone: drappo di azzurro… |                        |
|                                      | Castelnuovo Bormida |                        |
|                                      | Castelnuovo Scrivia Un castello biturrito in argento, merlato alla guelfa, su fondo rosso, banderuolato sulla torre di sinistra verso destra; la bandiera è a tre bande verticali giallo oro, argento e giallo oro; alla base del castello una campagna in argento solcata in verticale da un corso d'acqua; lo scudo bordato da una striscia gialla Incongruenza tra disegno e blasonatura: il castello è banderuolato a destra e non a sinistra; la bandiera è il tricolore italiano e non d'oro al palo d'argento. Concessione stemma e gonfalone con R.D. del 13 marzo 1939, RR.LL.PP. dell'8 aprile 1940 |                        |
|                                      | Castelspina Partito: il PRIMO, di rosso, al castello di argento, murato di nero, fondato sulla pianura di verde, merlato alla guelfa, il fastigio di nove, le due torri, ognuna di quattro, esso castello chiuso di nero e finestrato di quattro finestrelle tonde, dello stesso, due ordinate in fascia nel corpo del castello, due nelle torri, una e una; il SECONDO, d'oro, alla rosa gambuta, posta in palo, con il fiore di rosso e con il gambo, di verde, fogliato di otto, quattro foglie a destra, quattro foglie a sinistra, dello stesso, munito di nove spine, di verde, quattro a destra, cinque a sinistra. Ornamenti esteriori da Comune D.P.R. del 13 gennaio 2003 Gonfalone: drappo di bianco con la bordatura di rosso D.P.R. del 13 gennaio 2003 |                        |
|                                      | Cavatore Gonfalone: drappo di azzurro… |                        |
|                                      | Cella Monte |                        |
| Stemma precedentemente in uso        | Cereseto |                        |
|                                      | Cerreto Grue Semipartito troncato: nel primo, di rosso, all'aquila con il volo alzato, di nero, allumata di rosso; nel secondo, d'oro, al grappolo d'uva, di rosso, unito al tralcio al naturale, posto in fascia, pampinoso di due, di verde; nel terzo, di azzurro, all'albero di cerro, di verde, fustato al naturale, fruttato d'oro di dieci, nodrito in punta Gonfalone: drappo di verde… D.P.R. del 13 marzo 2017 |                        |
|                                      | Cerrina Monferrato D'azzurro ad un bastione sormontato da un castello addestrato da una pianta di cerro nodrita da un terrapieno, il tutto al naturale Gonfalone: drappo di azzurro… R.D. dell'8 maggio 1933, RR.LL.PP. del 12 febbraio 1934 |                        |
|                                      | Coniolo |                        |
|                                      | Conzano Troncato: il primo d'oro, all'aquila di nero, coronata dello stesso; il secondo d'argento, ad una vite fruttata al naturale. Sotto lo scudo, su una lista d'argento svolazzante con le estremità bifide, la leggenda in caratteri maiuscoli romani di nero, "VINCET AMOR PATRIAE". D.P.R. del 28 ottobre 1982 |                        |
|                                      | Costa Vescovato |                        |
|                                      | Cremolino |                        |
|                                      | Denice Inquartato: il primo d'oro, a cinque bande di rosso; il secondo d'azzurro, a tre martelli di grigio; il terzo di azzurro alla torre grigia, merlata alla ghibellina, di quattro, con archetti in tre ordine in corona; il quarto palato d'oro e di rosso di undici pezzi. |                        |
|                                      | Dernice |                        |
|                                      | Fabbrica Curone |                        |
|                                      | Felizzano |                        |
|                                      | Fraconalto D'azzurro, al castello d'oro, murato, aperto e finestrato di nero, su di un monte, al naturale R.D. del 24 agosto 1928, RR.LL.PP. del 13 maggio 1929 |                        |
|                                      | Francavilla Bisio Di azzurro inquartato dalla croce diminuita di rosso: nel primo e nel quarto alla torre di rosso, merlata di tre alla guelfa, aperta e finestrata di nero; nel secondo e nel terzo al mazzo di spighe (tre) d'oro, impugnato di bianco. Ornamenti esteriori da Comune. Gonfalone: drappo di bianco bordato di rosso… |                        |
|                                      | Frascaro |                        |
|                                      | Frassinello Monferrato |                        |
|                                      | Frassineto Po D'argento, al frassino di verde, fustato dello stesso, nodrito nella pianura diminuita, di verde, sostenuto da due cervi controrampanti, di porpora; al capo di porpora, caricato dall'aquila bicipite, d'oro, bicoronata con corone all'antica, dello stesso. Ornamenti esteriori da Comune. D.P.R. del 9 maggio 1997 Gonfalone: drappo di bianco con la bordatura di porpora… |                        |
|                                      | Fresonara |                        |
|                                      | Frugarolo |                        |
|                                      | Fubine Di rosso, alla grande fibbia d'oro, di forma semiellittica, con la curvatura e con l'ardiglione all'ingiù. Gonfalone: drappo di giallo… |                        |
|                                      | Gabiano Troncato: nel primo di rosso, al leone d'oro, coronato dello stesso; nel secondo interzato in palo: nel primo d'oro, a due pali di rosso, nel secondo d'argento, nel terzo fasciato d'oro e di rosso. D.P.R. n. 3782 dell'8 giugno 1987 Gonfalone: drappo di bianco… |                        |
| Stemma aulico precedentemente in uso | Gamalero Di azzurro, al castello di argento, murato di nero, merlato alla ghibellina, le due torri ognuna di tre, il fastigio di nove, chiuso di nero, finestrato di due nelle torri, una e una, dello stesso, esso castello sormontato dalla stella di cinque raggi d'oro e fondato su tre basse colline, di verde, fondate in punta, la collina posta a sinistra con entrambi i declivi visibili, le altre due colline con i declivi a sinistra parzialmente celati; ornamenti esteriori da Comune. D.P.R. del 9 ottobre 2002 (Stemma precedentemente in uso: d'azzurro, al castello d'argento, torricellato di due pezzi, merlati alla ghibellina, fondato su tre colli ristretti ed accompagnato in capo da una stella d'oro, R.D. del 30 marzo 1931, RR.LL.PP. del 2 maggio 1932.) Gonfalone: drappo di giallo, riccamente ornato di ricami d'argento e caricato dallo stemma sopra descritto con la iscrizione centrata in argento, recante la denominazione del Comune. Le parti di metallo ed i cordoni saranno argentati. L'asta verticale sarà ricoperta di velluto giallo con bullette argentate poste a spirale. Nella freccia sarà rappresentato lo stemma del Comune e sul gambo inciso il nome. Cravatta con nastri tricolorati dai colori nazionali frangiati di argento. D.P.R. del 9 ottobre 2002 |                        |
|                                      | Garbagna D'azzurro, al leone d'oro, allumato di rosso, con le fauci chiuse, coronato con corona all'antica di tre punte visibili, d'oro, afferrante con le zampe anteriori lo scudo appuntato e troncato, nel PRIMO, d'oro all'aquila di nero, allumata e linguata di rosso; nel SECONDO, di azzurro con la bordatura di argento, con la croce d'argento sull'azzurro. Ornamenti esteriori da Comune. D.P.R. del 13 luglio 2004 Gonfalone: drappo di rosso… D.P.R. del 13 luglio 2004 |                        |
|                                      | Gavi Fasciato di rosso e d'argento, di sei pezzi. D.C.G. del 7 aprile 1933 |                        |
|                                      | Giarole D.P.R. del 19 gennaio 1976 Gonfalone: drappo partito di bianco e di giallo… |                        |
|                                      | Gremiasco Gonfalone: drappo partito d'azzurro e di rosso… |                        |
|                                      | Grognardo D.P.R. del 31 maggio 1999 |                        |
|                                      | Grondona D'azzurro, al castello di rosso, merlato alla guelfa, mattonato di nero, chiuso dello stesso, munito di tre torri, la torre centrale, più alta e più larga, merlata di cinque, finestrata di due in fascia, di nero, le torri laterali merlate di tre e finestrate di uno, dello stesso, il fastigio merlato di dieci, esso castello sormontato dal giglio d'oro e fondato sulla pianura di verde. |                        |
|                                      | Guazzora Stemma raffigurante nel primo campo, azzurro, una torre rossa mattonata di nero, merlata alla guelfa di cinque, chiusa e finestrata con finestra rotonda, di nero, fondata sulla pianura di verde, sormontata dalla lettera maiuscola G d'oro, nel secondo, rosso, una cornucopia d'oro, posta in palo, con la punta all'ingiù, coronata con spighe di grano d'oro, colma di frutta al naturale. |                        |
|                                      | Isola Sant'Antonio Troncato: nel primo di rosso, al giglio d'oro; nel secondo, mareggiato d'azzurro, al Sant'Antonio fermo su un'isola di verde, accompagnato sulla sinistra da un giglio di giardino di uno stelo al naturale, fiorito di quattro dello stesso, posto in palo e movente dall'isola. Ornamenti esteriori da Comune. Gonfalone: Drappo troncato di azzurro e di rosso. DPR del 27 giugno 1983 |                        |
|                                      | Lerma D'argento, al castello di pietra, finestrato, tegolato di rosso e fondato su collina di verde. Ornamenti esteriori da Comune. Gonfalone: Drappo troncato di verde e di bianco. DPR del 29 gennaio 1982 |                        |
|                                      | Lu e Cuccaro Monferrato Il comune di Lu e Cuccaro Monferrato non ha ancora adottato un proprio stemma civico |                        |

## M - Z
| Stemma                                                             | Unità e blasonatura | Gonfalone e/o bandiera    |
| ------------------------------------------------------------------ | --- | ------------------------- |
|                                                                    | Malvicino Di rosso, alla fascia scaccata di nero e d'argento di tre file; al capo dell'impero. |                           |
|                                                                    | Masio |                           |
|                                                                    | Melazzo D'argento, al capo di rosso, caricato di tre api d'oro poste in fascia. |                           |
|                                                                    | Merana Gonfalone: drappo di giallo alla bordura di azzurro… |                           |
|                                                                    | Mirabello Monferrato Gonfalone: drappo partito di rosso e di azzurro… |                           |
|                                                                    | Molare Di rosso, al leone d'oro, coronato dello stesso, accompagnato in capo da due spade d'argento, in decusse, manicate d'oro, con le punte all'insù. Ornamenti esteriori da Comune. Gonfalone: Drappo troncato di rosso e di giallo… D.P.R. del 3 dicembre 1963 |                           |
|                                                                    | Molino dei Torti |                           |
|                                                                    | Mombello Monferrato D'argento, al monte all'italiana di sei colli di verde, accompagnato in punta da due torri di rosso, merlate di tre pezzi ed aperte di nero; al capo appuntato di rosso, caricato dal corno da caccia d'oro. D.P.R. del 27 giugno 1983 |                           |
|                                                                    | Momperone Partito: il PRIMO, di azzurro, alla torre d'oro, murata di nero, finestrata e chiusa dello stesso, merlata di cinque alla guelfa, fondata sulla pianura di verde; il SECONDO, fasciato di sei, la prima fascia di rosso, la seconda, la quarta, la sesta d'oro, la terza e la quinta di azzurro, con il capo d'oro caricato dall'aquila di nero. Ornamenti esteriori da Comune. D.P.R. del 2 febbraio 2007 Gonfalone: drappo di rosso… Bandiera: drappo di giallo con la bordatura di azzurro, il giallo caricato dallo stemma comunale. L'asta sarà ornata dalla cravatta con nastri tricolorati dai colori nazionali frangiati d'argento. |                           |
|                                                                    | Moncestino |                           |
|                                                                    | Mongiardino Ligure Troncato: nel PRIMO, d’oro, al castello di rosso, mattonato di nero, aperto dello stesso, torricellato di due pezzi, merlato di quattro, le torri merlate, finestrate di un pezzo di nero, fondato sulla linea della partizione; nel SECONDO, scaccato d’argento e di rosso, di tre tiri e di sei file; al capo d'argento, caricato di una croce di rosso. Ornamenti esteriori da Comune. Gonfalone: Drappo di bianco… |                           |
|                                                                    | Monleale |                           |
|                                                                    | Montacuto Gonfalone: drappo di giallo… |                           |
|                                                                    | Montaldeo |                           |
|                                                                    | Montaldo Bormida |                           |
|                                                                    | Montecastello |                           |
|                                                                    | Montechiaro d'Acqui Partito: il primo d'argento, a una torre di rosso, chiusa, finestrata e murata di nero, merlata di due alla ghibellina, diruta a sinistra, fondata su collina di verde; il secondo d'oro, a un tralcio di vite di verde in banda, pampinoso e fruttato di tre; il tutto abbassato a un capo di rosso, caricato da corona marchionale al naturale. Gonfalone: drappo partito di giallo e di rosso… |                           |
|                                                                    | Montegioco |                           |
| Versione precedentemente in uso                                    | Montemarzino D'argento, al decusse diminuito, d'azzurro, attraversato dal castello torricellato centralmente, di rosso, mattonato di nero, merlato alla guelfa, il fastigio di sette, la torre di tre, chiuso di nero, finestrato di due, una finestra sopra la porta, una nella torre, dello stesso. Ornamenti esteriori da Comune. D.P.R. del 29 marzo 2012 Gonfalone: drappo di azzurro… |                           |
|                                                                    | Morano sul Po |                           |
|                                                                    | Morbello Troncato: nel 1º di rosso, alla lettera M maiuscola d'oro, accantonata da quattro stelle di otto punte d'oro; nel 2º cinque punti d'oro, equipollenti a quattro d'azzurro. Gonfalone: drappo partito di giallo e di azzurro… |                           |
|                                                                    | Mornese D.P.R. del 24 novembre 1983 Gonfalone: drappo di bianco… |                           |
|                                                                    | Morsasco D'azzurro, al castello d'argento, murato di nero, torricellato di un pezzo centrale, merlato alla guelfa, aperto e finestrato del campo, fondato su campagna di verde. D.P.R. del 1º febbraio 1957 |                           |
|                                                                    | Murisengo D.P.C.M. nº 1649 del 18 marzo 1985 Gonfalone: drappo trinciato di azzurro e di giallo… |                           |
|                                                                    | Novi Ligure Scudo d'argento, alla croce di rosso, caricata in cuore da altra croce d'argento, sormontato da corona ducale e sostenuto ai lati da due grifoni. Sotto lo scudo su nastro d'argento bifido il motto: “IN NOVITATE VIVAM”. D.P.C.M. del 1º agosto 1950 Gonfalone: drappo partito di bianco e di rosso… D.P.R. dell'11 gennaio 1952 |                           |
|                                                                    | Occimiano D.P.R. del 29 ottobre 1971 Gonfalone: drappo troncato di rosso e di bianco… |                           |
|                                                                    | Odalengo Grande Troncato sempartito: nel 1º troncato di rosso e d'argento; nel 2º d'azzurro, al giglio d'argento; nel 3º d'oro, alla testa di moro di nero, attortigliata al naturale. |                           |
|                                                                    | Odalengo Piccolo |                           |
|                                                                    | Olivola |                           |
|                                                                    | Orsara Bormida |                           |
|                                                                    | Ottiglio Due grappoli d'uva Gonfalone: drappo partito di giallo e di azzurro… |                           |
|                                                                    | Ovada D'argento, alla croce di rosso, caricata in cuore di una stella di otto punte del primo. Gonfalone: drappo partito di rosso e di bianco… |                           |
|                                                                    | Oviglio Gonfalone: drappo partito di rosso e di azzurro… |                           |
|                                                                    | Ozzano Monferrato D.P.C.M. del 30 maggio 1953 Gonfalone: drappo di azzurro… |                           |
|                                                                    | Paderna |                           |
|                                                                    | Pareto |                           |
|                                                                    | Parodi Ligure |                           |
|                                                                    | Pasturana |                           |
|                                                                    | Pecetto di Valenza Gonfalone: drappo di azzurro… |                           |
|                                                                    | Pietra Marazzi |                           |
|                                                                    | Pomaro Monferrato Troncato: il PRIMO, d’oro, all’aquila con il volo alzato, di nero, coronata all’antica, dello stesso, allumata e linguata, di rosso; il SECONDO, di azzurro, al castello di due torri, di rosso, mattonato di nero, merlato alla guelfa, il fastigio di dieci, le torri ognuna di tre, chiuso di nero, finestrato di due nelle torri, una e una, dello stesso; esso castello fondato in punta. Ornamenti esteriori da Comune. D.P.R. del 22 giugno 2012 Gonfalone: Drappo di giallo bordato di azzurro… |                           |
|                                                                    | Pontecurone Gonfalone: drappo di azzurro… Concessione stemma e gonfalone con R.D. del 7 febbraio 1938, RR.LL.PP. del 26 ottobre 1939 |                           |
|                                                                    | Pontestura |                           |
|                                                                    | Ponti D'oro, a cinque bande di rosso, alla fascia di argento, caricata di tre ruote del secondo, attraversante sul tutto R.D. del 25 giugno 1931, RR.LL.PP. del 30 gennaio 1932 Gonfalone: drappo di rosso… Concessione gonfalone con R.D. del 19 ottobre 1933, RR.LL.PP. del 21 febbraio 1935 |                           |
|                                                                    | Ponzano Monferrato D'argento alla croce scorciata, diminuita merlata alla guelfa di trentadue, ogni braccio doppiomerlato quattro e quattro, gli otto merli estremi sono posti a guisa delle traversa della croce a TAU, tutto di verde, al capo di rosso, caricato dall'aquila di nero con corona antica di tre punte. D.P.R. del 4 settembre 1997 |                           |
|                                                                    | Ponzone D.C.G. del 5 ottobre 1934 Gonfalone: drappo di verde… |                           |
|                                                                    | Pozzol Groppo |                           |
|                                                                    | Pozzolo Formigaro |                           |
|                                                                    | Prasco D.P.R. dell'11 marzo 1953 |                           |
|                                                                    | Predosa D'argento, alla croce di Sant'Andrea d'azzurro, accompagnata in punta da un monte all'italiana di una cima di verde. |                           |
|                                                                    | Quargnento Gonfalone: drappo di azzurro |                           |
|                                                                    | Quattordio |                           |
|                                                                    | Ricaldone Gonfalone: drappo partito di azzurro e di rosso… |                           |
|                                                                    | Rivalta Bormida |                           |
|                                                                    | Rivarone Un leone azzurro coronato d'oro su sfondo a bande argento e nero. D.P.R. del 26 settembre 1954 Incongruenza tra disegno e blasonatura: il campo è bandato di nero e d'argento. Gonfalone: drappo bandato di nero, di azzurro e di bianco… |                           |
|                                                                    | Rocca Grimalda Gonfalone: drappo partito di bianco e di rosso… |                           |
|                                                                    | Roccaforte Ligure Stemma d'oro, ad una torre di rosso, aperta e murata di nero, merlata di tre alla ghibellina, sostenuta dalla cima centrale di un monte all'italiana di tre di verde, fondata in punta e sormontata da una spina di botte d'azzurro. Ornamenti esteriori da comune. |                           |
|                                                                    | Rocchetta Ligure |                           |
| Stemma nella versione aulica                                       | Rosignano Monferrato |                           |
|                                                                    | Sala Monferrato Due spade d'argento incrociate in campo rosso. |                           |
|                                                                    | Sale Di rosso, alla ruota d'oro. Ornamenti esteriori da Comune. Gonfalone: drappo partito di rosso e di giallo… |                           |
|                                                                    | San Cristoforo Partito: il PRIMO, di cielo, al San Cristoforo, il viso, le mani, le gambe di carnagione, capelluto e barbuto di nero, aureolato d'oro, vestito con la tunica di azzurro e con il mantello di rosso, mirante e sostenente sulla spalla sinistra il Divino Fanciullo, vestito di argento, il viso, le mani, i piedi di carnagione, aureolato d'oro, capelluto dello stesso, benedicente con la mano destra, sostenente con la mano sinistra il mondo d'oro, cimato dalla crocetta, dello stesso, il Santo impugnante con la mano destra il bastone di nero, posto in banda alzata e con le gambe immerse nel fiume di azzurro, fondato in punta e uscente dai fianchi; il SECONDO, di azzurro, al castello di rosso, mattonato di nero, merlato alla guelfa, il fastigio di quattro, la torre, posta a sinistra, di quattro, esso castello finestrato e chiuso di nero, fondato sulla campagna di verde; il tutto sotto il capo di rosso, caricato dall'aquila di nero. Ornamenti esteriori da Comune. Gonfalone: drappo di bianco con la bordatura di rosso… D.P.R. del 28 settembre 2007 |                           |
|                                                                    | San Giorgio Monferrato D'azzurro, al S. Giorgio a cavallo, rivolto, in atto di trafiggere un drago sopra una pianura erbosa, il tutto al naturale. R.D. del 18 aprile 1929, RR.LL.PP. del 15 agosto 1930 |                           |
|                                                                    | San Salvatore Monferrato Troncato di rosso e d'argento, alla fascia d'oro sulla partizione; ciascun punto alla lettera S dell'uno nell'altro. Cimiero: La figura di Ercole, nascente. Motto: Non omnia passi nec ab omnibus. R.D. del 18 ottobre 1894, RR.LL.PP. del 30 dicembre 1894 Gonfalone: drappo troncato di bianco e di rosso… |                           |
|                                                                    | San Sebastiano Curone |                           |
|                                                                    | Sant'Agata Fossili |                           |
|                                                                    | Sardigliano Troncato: il PRIMO, di rosso, all'aquila di nero, coronata dello stesso, allumata di rosso; il SECONDO, di azzurro, alle tre montagne di argento, fondate in punta, quella centrale più alta e più larga, la montagna posta a sinistra e quella centrale con i declivi in sbarra parzialmente celati; le tre montagne sormontate da tre stelle di cinque raggi d'oro, una, due. Ornamenti esteriori da Comune. Gonfalone: drappo partito di giallo e di rosso D.P.R. del 9 aprile 2008 |                           |
|                                                                    | Sarezzano D'argento, a tre fasce ondate di verde |                           |
|                                                                    | Serralunga di Crea |                           |
|                                                                    | Serravalle Scrivia D'argento alla croce di rosso. Ornamenti esteriori da Comune. D.P.R. del 28 marzo 1966 Gonfalone: drappo partito, di rosso e di bianco, riccamente ornato di ricami d'argento e caricato dello stemma sopra descritto con la iscrizione centrata in argento: Comune di Serravalle Scrivia. Le parti di metallo ed i cordoni saranno argentati. L'asta verticale sarà ricoperta di velluto dei colori del drappo, alternati, con bullette argentate poste a spirale. Nella freccia sarà rappresentato lo stemma del Comune e sul gambo inciso il nome. Cravatta e nastri tricolorati dai colori nazionali frangiati d'argento. |                           |
|                                                                    | Sezzadio D'argento alla croce di rosso accantonata nel canton destro del capo da una stella di azzurro. Ornamenti esteriori da Comune. D.P.R. dell'11 marzo 1953 Gonfalone: drappo partito di bianco e di rosso… |                           |
|                                                                    | Silvano d'Orba D'azzurro, al castello d'argento, murato di nero, coperto, circondato dal bosco di verde, che ricopre la collina su cui è fondato; al capo d'oro, caricato della banda scaccata d'argento e di nero, di tre file. Ornamenti esteriori da Comune. D.P.C.M. nº 350 del 7 giugno 1985 Gonfalone: drappo partito di bianco e d'azzurro… |                           |
|                                                                    | Solero D'argento, alla croce di rosso, scorciata e patente. D.M. del 6 luglio 1897 |                           |
| Stemma nella versione aulica                                       | Solonghello D'azzurro, al decusse diminuito, d'argento, attraversante il palo diminuito, di rosso, il tutto accompagnato nei fianchi da due stelle di sei raggi, una e una, d'argento. Ornamenti esteriori da Comune. D.P.R. del 22 dicembre 2010 Gonfalone: drappo di bianco…' |                           |
|                                                                    | Spigno Monferrato D'oro, allo spino di verde, fiorito di tre fiori d'argento, col capo di rosso, caricato dell'impresa dei del Carretto, cioè: di una biga romana, tirata da due leoni, il tutto d'oro. R.D. del 5 novembre 1925, RR.LL.PP. del 29 aprile 1926 |                           |
|                                                                    | Spineto Scrivia Troncato: al primo d'argento ai tre monti al naturale, il centrale più alto e posto dietro ai due laterali; al secondo di azzurro alla croce d'argento. Corona comitale. |                           |
|                                                                    | Stazzano Gonfalone: drappo partito di rosso e di giallo… |                           |
|                                                                    | Strevi R.D. del 5 marzo 1936, RR.LL.PP. del 25 novembre 1937 |                           |
|                                                                    | Tagliolo Monferrato |                           |
|                                                                    | Tassarolo Una corona aurea con spiga e pannocchia in campo azzurro. Gonfalone: drappo partito di giallo e di azzurro… |                           |
|                                                                    | Terruggia |                           |
|                                                                    | Terzo D’oro, alla campagna di verde caricata in banda da una strada d’argento e da un cippo miliare dello stesso con il numero tre in caratteri romani, il tutto è sormontato a destra da un pastorale d’azzurro in palo e, a sinistra, da una torre di verde, chiusa, murata di nero, merlata alla guelfa di tre. Ornamenti esteriori da Comune. D.P.R. 3 giugno 1982 Gonfalone: drappo troncato di azzurro e di giallo… |                           |
|                                                                    | Ticineto |                           |
|                                                                    | Tortona Di rosso ad un leone d'argento linguato ed armato, tenente con le zampe anteriori una rosa fogliata e fiorita d'argento. Sormontato da una corona marchionale. D.C.G. del 28 gennaio 1935 Gonfalone: Il Comune è dotato di un gonfalone di velluto rosso con il leone araldico d'argento e la scritta Città di Tortona. Legenda: Pro tribus donis similis Terdona Leonis. |                           |
|                                                                    | Treville Troncato dalla fascia diminuita, d'oro; il PRIMO, di rosso, alle tre punte di azzurro, fondate sulla fascia, unite tra loro e ai fianchi dello scudo, sormontate da tre stelle di otto raggi, d'oro; il SECONDO, di azzurro, alla torre di rosso, mattonata di nero, merlata alla ghibellina di sette, fondata in punta, chiusa con porta a sesto acuto di nero, finestrata con finestrella tonda, dello stesso. Sotto lo scudo, su lista bifida e svolazzante d'oro, il motto, in lettere maiuscole di nero, VIGILO. Ornamenti esteriori da Comune. D.P.R. del 2 aprile 2001 Gonfalone: drappo di giallo con la bordatura di azzurro, riccamente ornato di ricami d'argento e caricato dallo stemma sopra descritto con la iscrizione centrata in argento, recante la denominazione del Comune. Le parti di metallo ed i cordoni saranno argentati. L'asta verticale sarà ricoperta di velluto" dei colori del drappo, alternati, con bullette argentate poste a spirale. Nella freccia sarà rappresentato lo stemma del Comune e sul gambo inciso il nome. Cravatta con nastri tricolorati dai colori nazionali frangiati d'argento. D.P.R. del 2 aprile 2001 |                           |
|                                                                    | Trisobbio Gonfalone: drappo di azzurro… |                           |
|                                                                    | Valenza Di rosso, alla torre alta e stretta d'oro, murata di nero, merlata alla ghibellina di tre, munita di due forti marcapiani, finestrata e chiusa di nero, fondata sulla pianura di azzurro, sostenuta da due leoni controrampanti d'oro, allumati e linguati di rosso, il leone posto a destra con la zampa posteriore destra sostenuta dalla pianura, il leone posto a sinistra con la zampa posteriore sinistra ugualmente sostenuta, la pianura caricata dalla lettera maiuscola V d'oro, essa torre accompagnata in capo da due lettere maiuscole F d'oro, una a destra, l'altra a sinistra. Lo scudo è sormontato dalla corona comitale d'oro, con nove perle al naturale visibili sostenute da punte. Sotto lo scudo, due fronde di alloro e di quercia, di verde, fruttate d'oro, decussate in punta, legate dal nastro tricolorato dai colori nazionali. Gonfalone: drappo di azzurro D.P.R. del 7 aprile 2003 |                           |
|                                                                    | Valmacca Trinciato di rosso e d'argento, di otto pezzi. D.P.R. del 5 giugno 1957 Gonfalone: Trinciato di rosso e di bianco… |                           |
|                                                                    | Vignale Monferrato D'argento, al tralcio di vite al naturale, sinuoso in palo, munito di cinque minori tralci, dello stesso, il tralcio maggiore fruttato di uno nel punto d'onore, i tre tralci minori posti a destra, il superiore pampinoso di due, il mediano fruttato di uno, l'inferiore fruttato e pampinoso di uno, i due tralci minori posti a sinistra, il superiore fruttato e pampinoso di uno, l'inferiore fruttato di uno, essi grappoli d'uva, di porpora, ed essi pampini, di verde. Ornamenti esteriori da Comune. Gonfalone: drappo partito di bianco e di porpora, riccamente ornato di ricami d'argento e caricato dallo stemma sopra descritto con l'iscrizione centrata in argento, recante la denominazione del Comune. Le parti di metallo e i cordoni saranno argentati. L'asta verticale sarà ricoperta di velluto dei colori del drappo, alternati, con bullette argentate poste a spirale. Nella freccia sarà rappresentato lo stemma del Comune e sul gambo inciso il nome. Cravatta con nastri tricolorati dai colori nazionali frangiati d'argento. D.P.R. del 2 aprile 2001 Bandiera: drappo trinciato di porpora e di bianco, caricato dallo stemma comunale. L'asta sarà ornata dalla cravatta con nastri tricolorati dai colori nazionali. D.P.R. del 25 marzo 2009 |                           |
|                                                                    | Vignole Borbera D'azzurro, alla torre quadra d'argento, murata di nero, aperta e finestrata dello stesso, merlata di quattro pezzi alla guelfa; accompagnata nel cantone sinistro del capo da un grappolo d'uva nera al naturale fogliato di un pezzo di verde e nel cantone destro della punta da un'ape d'oro montante. Timbra lo scudo una corona murale da Comune, formata da un cerchio aperto da quattro pusterle (tre visibili) con due cordonate a muro sui margini, sostenenti una cinta, aperta da sedici porte (nove visibili) ciascuna sormontata da una merlatura alla ghibellina (a coda di rondine), il tutto d'argento e murato di nero. Decussati, sotto la punta dello scudo, e divergenti sono due rami al naturale, uno di ulivo ed uno di quercia legati da un fiocco rosso. Gonfalone: drappo partito di bianco e di azzurro… |                           |
|                                                                    | Viguzzolo Gonfalone: drappo di azzurro… |                           |
|                                                                    | Villadeati Troncato: il PRIMO, di rosso, all'aquila bicipite di nero, rostrata e armata d'oro, allumata di rosso, coronata con corona all'antica di tre punte visibili, d'oro; il SECONDO, di azzurro, al castello di Villadeati, visto di fronte, d'argento, chiuso e finestrato di nero, fondato in punta.Ornamenti esteriori da Comune. D.P.R. del 12 settembre 2003 Gonfalone: drappo troncato di azzurro e di rosso D.P.R. del 12 settembre 2003 |                           |
|                                                                    | Villalvernia Trinciato alla banda di rosso sulla trinciatura; sopra di nero alla torre d'argento merlata aperta e finestrata del campo: sotto d'azzurro alla cometa d'oro serpeggiante in palo ed un fiume fluttuoso d'argento in punta; la banda attraversante. [Capo del Littorio di rosso (porpora) al Fascio Littorio d'oro circondato da due rami di quercia e di alloro annodati da un nastro dei colori nazionali]. Ornamenti esteriori da comune. R.D. del 14 ottobre 1938, RR.LL.PP. del 4 marzo 1940 Gonfalone: drappo di colore bianco riccamente ornato di ricami d'argento e caricato dallo stemma sopra descritto con la iscrizione centrata in argento: Comune di Villalvernia. Le parti di metallo e i cordoni saranno argentati. L'asta verticale sarà ricoperta di velluto bianco con bullette argentate poste a spirale. Nella freccia sarà rappresentato lo stemma del Comune e sul gambo inciso il nome. Cravatta con nastri tricolorati dai colori nazioni frangiati d'argento. Gonfalone in uso: drappo di azzurro… | Gonfalone secondo decreto |
|                                                                    | Villamiroglio |                           |
| Stemma nella versione aulica Stemma nella versione di Di Ricaldone | Villanova Monferrato |                           |
|                                                                    | Villaromagnano |                           |
|                                                                    | Visone Gonfalone: drappo interzato in palo di rosso, di giallo e di azzurro… |                           |
|                                                                    | Volpedo Stemma costituito da due leoni affrontati che tengono tra di loro un ferro di cavallo con la scritta PAX. Gonfalone: drappo di rosso… |                           |
|                                                                    | Volpeglino Di rosso al leone illeopardito, corrente sulla campagna, il tutto d'oro. R.D. del 7 luglio 1901, RR.LL.PP. del 24 novembre 1901 |                           |
|                                                                    | Voltaggio Di argento, alla croce di rosso. Ornamenti esteriori da Comune. D.P.R. del 18 aprile 2006 Gonfalone: drappo di bianco… D.P.R. del 18 aprile 2006 |                           |

## Ex comuni
| Stemma | Ex Comune e blasonatura | Gonfalone |
| ------ | --- | --------- |
|        | Alluvioni Cambiò (dal 2018 soppresso per la costituzione del comune di Alluvioni Piovera) Scudo azzurro in campo amaranto fra due rami, sormontato da un cimiero ed inscrivente un timone; sotto, un nastro con la scritta "MUNICIPIO DELLE ALLUVIONI DI CAMBIÒ". L'elmo in alto indica che anticamente si trattava di borgo fortificato; l'azzurro dello scudo ed il timone alludono all'antico porto fluviale di Sparvara; I due rami d'albero ai lati sono una fronda di quercia (a simboleggiare le terre più asciutte) ed una di ontano ( a simboleggiare le zone più umide,non solo per i fiumi ma anche per le rogge che vi scorrono). |           |
|        | Corteranzo (dal 1928 annesso al comune di Murisengo) D'argento, alla pianta di ginepro al naturale terrazzata di verde, con il capo d'oro, all'aquila di nero, coronata dello stesso, sostenuto dalla fascia d'azzurro a tre stelle d'oro. |           |
|        | Cuccaro Monferrato (dal 2019 forma parte del comune di Lu e Cuccaro Monferrato) D'azzurro a tre colombi d'argento; alla bordura diminuita d'oro. Divisa: FIDES SPES CARITAS. Ornamenti esteriori da Comune. Gonfalone: Drappo di bianco. D.P.R. del 29 luglio 1993 |           |
|        | Gavazzana (dal 2018 soppresso e aggregato al comune di Cassano Spinola) Stemma: Di rosso, alle tre bande di argento e alla torre d'oro, murata di nero, merlata alla guelfa di tre, aperta del campo, attraversante la parte centrale del campo e caricante le tre bande; ornamenti esteriori da Comune. Gonfalone: Drappo bianco, riccamente ornato di ricami d'argento e caricato dello stemma sopra descritto con la iscrizione centrata in argento, recante la denominazione del Comune… D.P.R. del 12 ottobre 1993 |           |
|        | Lu (dal 2019 forma parte del comune di Lu e Cuccaro Monferrato) D'argento, al crescente di luna d'azzurro, contornato da tre stelle di cinque punte dello stesso, due in capo e una in punta. D.P.R. del 26 dicembre 1963 Gonfalone: drappo partito d'azzurro e di bianco… |           |
|        | Montalero (dal 1928 annesso al comune di Cerrina Monferrato) Troncato [dal filetto di nero]: nel primo d'oro all'aquila di nero coronata dello stesso; nel secondo d'oro alla croce scorciata e gigliata di rosso |           |
|        | Piovera (dal 2018 soppresso per la costituzione del comune di Alluvioni Piovera) Di azzurro, al castello formato dal corpo centrale, alto e largo, da due torri laterali, e da due corpi minori colleganti le torri al corpo centrale, esso castello d'oro, murato di nero, finestrato dello stesso, merlato alla ghibellina, coperto di rosso, il corpo centrale merlato di cinque, finestrato di sedici, in quattro fasce, chiuso di nero, i corpi minori merlati ognuno di tre e finestrati di otto, in due fasce, le torri merlate ognuna di tre e finestrate di due, in palo; esso castello fondato sulla pianura di verde, e sormontato dalla fascia diminuita, di argento. Ornamenti esteriori da Comune. Gonfalone: drappo partito di bianco e di verde D.P.R. del 4 aprile 2007 |           |